# Ten minste houdbaar tot (televisieserie)
Ten minste houdbaar tot is een Nederlandse komische dramaserie van AVROTROS met Ricky Koole en Ruben van der Meer in de hoofdrol, die in hun relatie worstelen met de menopauze, midlifecrisis en hun kinderen die de deur uit gaan. De serie ging in première op 2 juni 2022 op NPO 1. De serie is geregisseerd door Jan Albert de Weerd, en geschreven door Eva Aben, De Weerd en Ingeborg Wieten.

## Rolverdeling
| Acteur                       | Personage            |
| ---------------------------- | -------------------- |
| Ricky Koole                  | Anna                 |
| Ruben van der Meer           | Paul                 |
| Bobby van Vleuten            | Job                  |
| Babbelot Leeman              | Mila                 |
| Juul Vrijdag                 | Maya                 |
| Nazmiye Oral                 | Celine               |
| Manoushka Zeegelaar Breeveld | Het geweten van Anna |
| Mattijn Hartemink            | Gert-Jan             |
| Bert Hana                    | Frans                |
| Jennifer Evenhuis            | Jackie               |
| Christine de Boer            | Josje                |
| Rian Gerritsen               | Margriet             |
| Leonoor Koster               | Lieke                |
| Glenn Coenen                 | Carl                 |

## Afleveringen

### Seizoen 1
| Afl. | Titel                  | Uitzenddatum |
| ---- | ---------------------- | ------------ |
| 1    | "We doen het samen"    | 2 juni 2022  |
| 2    | "Berend de Beer"       | 9 juni 2022  |
| 3    | "De man op pauze"      | 16 juni 2022 |
| 4    | "Een eigen huis"       | 23 juni 2022 |
| 5    | "Tintelingen"          | 30 juni 2022 |
| 6    | "Op blote voeten"      | 7 juli 2022  |
| 7    | "De 20 seconden regel" | 14 juli 2022 |
| 8    | "Worden we samen oud?" | 21 juli 2022 |

### Seizoen 2
| Afl. | Titel                           | Uitzenddatum      |
| ---- | ------------------------------- | ----------------- |
| 1    | "Andropauze is ook een ding"    | 16 augustus 2024  |
| 2    | "Vind je me nog aantrekkelijk?" | 23 augustus 2024  |
| 3    | "De blauwe zone"                | 30 augustus 2024  |
| 4    | "Het is hier geen hotel!"       | 6 september 2024  |
| 5    | "Seks met je ex"                | 13 september 2024 |
| 6    | "Het KS-systeem"                | 20 september 2024 |
| 7    | "Knopen doorhakken!"            | 27 september 2024 |
| 8    | "Tot de dood ons scheidt"       | 4 oktober 2024    |